# Karl Johan Andersson
Karl Johan Andersson (ur. 4 marca 1827 w Älvdalen w Szwecji, zm. 5 lipca 1867 w Ovamboland w obecnej Namibii) – podróżnik i badacz Afryki.
Jako jeden z pierwszych przewędrował południową Afrykę w ekspedycjach wychodzących z Kapsztadu. Przebywał również dłuższy czas między szczepami Damarai i Owambo zajmując się handlem kością słoniową. Tam też umarł na febrę. 
Andersson pozostawił zajmujące dzieła o swych odkryciach i przeżyciach m.in.:
- Charles John Andersson, Notes of Travel in South-Western Africa [PDF], Nowy Jork 1875 (ang.). Brak numerów stron w książce